# Блинков, Александр Александрович
Александр Александрович Блинков (12 января 1911, Лозовая, Харьковская губерния — 21 июня 1995, Санкт-Петербург, Российская Федерация) — российский советский живописец, график, педагог, автор диорам и панорам, член Санкт-Петербургского Союза художников (до 1992 года — Ленинградской организации Союза художников РСФСР).

## Биография

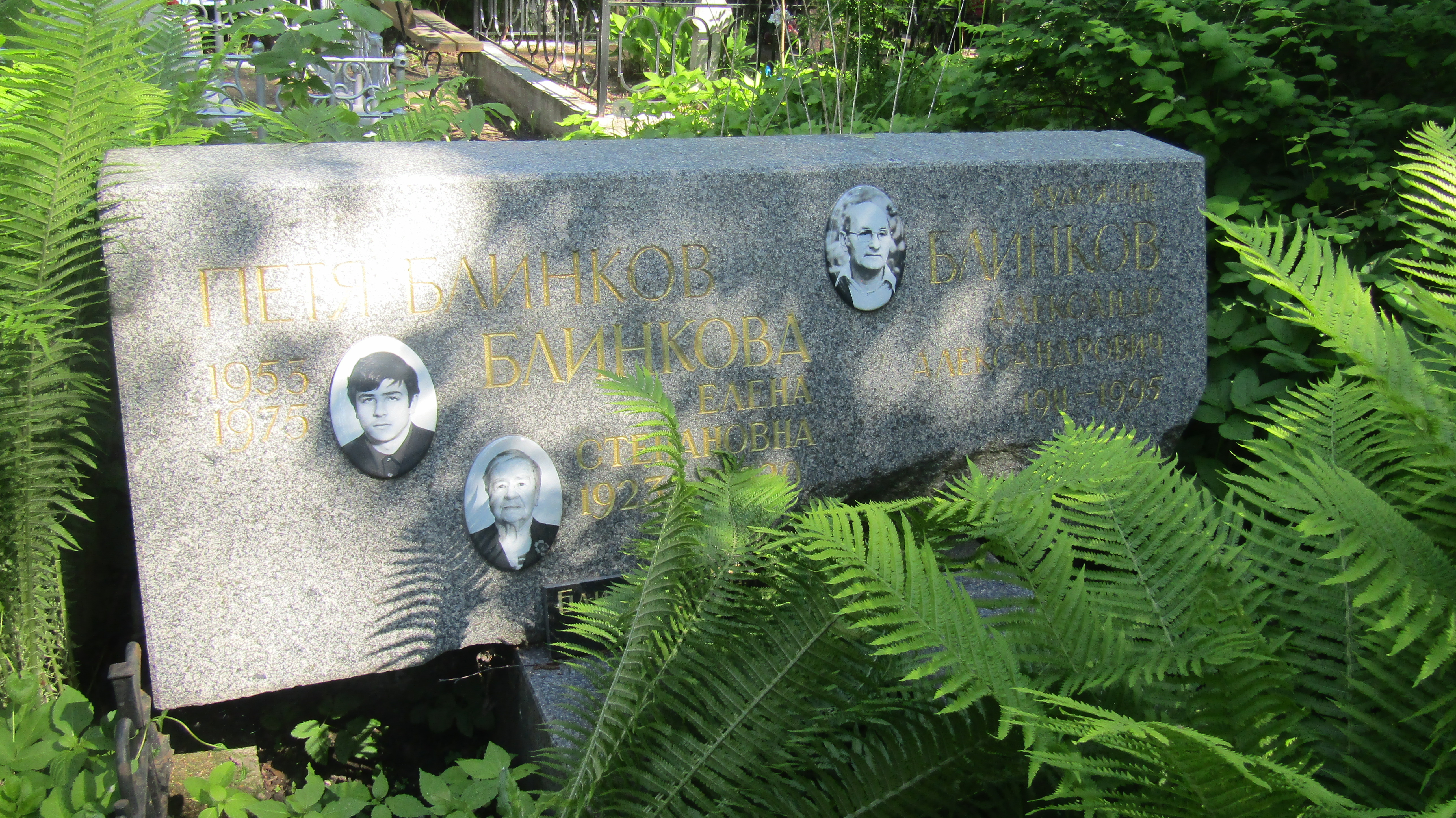
Могила Блинкова А.А. Серафимовское кладбище, Санкт-Петербург.

Александр Александрович Блинков родился 12 января 1911 года в станице Лозовая Харьковской губернии на Украине. В 1932—1939 учился на живописном факультете Ленинградского института живописи, скульптуры и архитектуры. В 1939 окончил институт по мастерской батальной живописи Р. Р. Френца с присвоением квалификации художника живописи. Дипломная работа — картина «Первая Конная под Воронежем» (музей Академии художеств в Петербурге).
Участвовал в выставках с 1939 года, экспонируя свои работы вместе с произведениями ведущих мастеров изобразительного искусства Ленинграда. Участник Великой Отечественной войны и обороны Ленинграда. 
В 1942 был принят в члены Ленинградского Союза советских художников. Писал жанровые и батальные картины, портреты, пейзажи, анималистику, участвовал в создании диорам и панорам. Автор картин «Взятие Выборга советскими войсками 12 марта 1940 года» (1941), «На зимние квартиры», «Взятие Тихвина» (обе 1942, ГРМ), «Партизанские тропы» (1945), «Дичь. Глухари» (1958), «Курская дуга», «Военно-морские манёвры» (обе 1960), «Мои товарищи. Вторая партизанская» (1969), «Партизанский край. Хлеб Ленинграду» (1975), «Партизанские тропы», «Сталинградская переправа» (обе 1980) и других. Исполнил панораму «Оборона Петрограда» для Государственного Музея революции (совместно с Р. Р. Френцом), диорамы «Штурм Зимнего дворца» для музея Великой Октябрьской революции в Ленинграде (1957, совместно с Л. Я. Рубинштейном), «Сталинградская битва» для Центрального Военно-Морского музея в Ленинграде (1962) и другие.
Долгие годы преподавал в Ленинградском Высшем Художественно-промышленном Училище им. В. И. Мухиной.
Скончался 21 июня 1995 года в Петербурге на 85-м году жизни. 
Произведения А. А. Блинкова находятся в Государственном Русском музее, в музеях и частных собраниях России, Японии, Франции, Украины, Германии и других стран.

## Выставки
- 1958 год (Ленинград): Осенняя выставка произведений ленинградских художников.
- 1960 год (Ленинград): Выставка произведений ленинградских художников.
- 1975 год (Ленинград): Наш современник. Зональная выставка произведений ленинградских художников.
- 1976 год (Москва): Изобразительное искусство Ленинграда.
- 1980 год (Ленинград): Зональная выставка произведений ленинградских художников.